# Oligohidramnios
Oligohidramnios es un término médico que significa poco líquido amniótico. Afecta a menos del 10% de los embarazos, y aunque es más común que se desarrolle en el primer trimestre, puede aparecer en cualquier momento del embarazo. Entre sus causas están los fármacos IECA, pudiendo ocurrir en mujeres sin ningún factor de riesgo durante su embarazo. Es un trastorno que se diagnostica mediante un ultrasonido —revelando un índice de líquido amniótico menor de 5 — y debe ser tratado por un profesional de la salud especializado.
El uso de oligohidramnios como predicción de complicaciones gestacionales es aún controvertido.

## Etiología
Por lo general, un oligohidramnios es causado por anormalidades del tracto urinario fetal, tales como la agenesia renal bilateral, riñones poliquísticos u obstrucción genitourinario fetal. Una insuficiencia uteroplacentaria es otra causa común, así como la arteria umbilical única. La mayoría de estas anomalías pueden ser detectadas por la ecografía obstétrica.

## Complicaciones
La tasa bruta de mortalidad es alta en el oligohidramnios. La falta de líquido amniótico permite la compresión del abdomen del feto, lo que limita el movimiento de su diafragma. Además de la fijación de la pared torácica, la falta de líquido amniótico que fluye dentro y fuera del pulmón fetal lleva a hipoplasia pulmonar. Oligohidramnios también se asocia con manchas de meconio sobre el líquido amniótico, anomalías de la conducción eléctrica del corazón fetal, la compresión del cordón umbilical, la mala tolerancia durante el trabajo de parto, la reducción de las puntuaciones del Test de Apgar, y acidosis fetal. En los casos de restricción del crecimiento intrauterino, el grado de oligohidramnios es a menudo proporcional a la restricción del crecimiento fetal, con frecuencia refleja la magnitud de la disfunción placentaria, y se asocia con un aumento correspondiente en la ruptura prematura de membranas.